# 外国人枠 (日本プロ野球)
日本プロ野球（日本野球機構内）における外国人枠（がいこくじんわく）は、外国人選手（日本国の国籍を有しない選手）に対する出場枠の事を指す。この外国人枠に該当する選手を俗に「助っ人」と呼ぶことが多い。

## 規定
外国人枠については日本プロフェッショナル野球協約（以下「協約」）に定めがある。
現在は、各球団は任意の数の外国人選手を支配下選手登録できる。ただし、出場選手登録（一軍登録）は4人まで、かつ投手または野手として同時に登録申請できるのはそれぞれ3人まで（協約第82条の2）。即ち、出場枠を最大まで使う場合、出場選手登録申請は「投手2人と野手2人」「投手1人と野手3人」「投手3人と野手1人」の3通りに限定される。
外国人選手と育成選手として契約を行うことも可能。ただし26歳以上の外国人選手と新たに育成選手契約を結んだ場合、支配下登録選手への移行が行えるのは3月末日までとなる（日本プロ野球育成選手に関する規約・第9条3項）。
支配下選手登録できる人数と出場選手登録できる人数は、以下のように変遷している。
| 年度              | 支配下登録 | 出場選手登録                                                    |
| ----------------- | ---------- | --------------------------------------------------------------- |
| 1952年 - 1965年   | 3人        | 3人                                                             |
| 1966年 - 1980年   | 2人        | 2人                                                             |
| 1981年 - 1993年   | 3人        | 2人                                                             |
| 1994年 - 1995年   | 3人        | 投手・野手を合わせて合計3人 （※投手・野手を1・2、または、2・1） |
| 1996年 - 1997年   | 制限なし   | 投手・野手を合わせて合計3人 （※投手・野手を1・2、または、2・1） |
| 1998年 - 2001年   | 制限なし   | 投手2人、野手2人の4人                                           |
| 2002年 - （現行） | 制限なし   | 投手・野手を合わせて合計4人 （※双方2・2、あるいはどちらか3・1） |

### 投手・野手の内訳に関する解釈
投手・野手を合わせての人数については物議を醸したことがある。
- 1995年4月13日のヤクルトスワローズ（当時は「外国人選手3人は野手として同時にラインアップに入れない」というアグリーメント[3]）は、野手としてトーマス・オマリーとヘンスリー・ミューレンのほか、投手のテリー・ブロスを偵察要員として8番右翼手で記録したメンバー表を提出したが、ラインアップに3人の野手が入っているとして審判から指摘を受け、メンバー表を再提出することになった[4]。これについては、山本文男審判部長、ヤクルトの田口周代表、野村克也監督の3人が厳重注意処分となった[3]。
- 1998年4月29日の横浜ベイスターズは、次に掲げる広島東洋カープの例に先立ち、野手がロバート・ローズとホセ・マラベであったところ、マラベの代走として投手登録のパット・マホームズを起用した[5]。しかし、下記の広島の例とは異なり、こちらはほとんど話題にならなかった。
- 1999年6月27日の広島東洋カープ（当時は「外国人選手は投手、野手としてそれぞれ2名以内を出場選手登録できるが、同時にラインアップに入れるのは3名以内」というアグリーメント[6]）は、投手としてネイサン・ミンチー、リック・デハートの2人、野手としてエディ・ディアス、フェリックス・ペルドモの2人が出場選手登録していた。当日の広島は、先発にミンチー、2番手に投手としてペルドモを登板させ、3番手にデハートを登板させた[6]。結局、ペルドモは野手登録であり、試合でも同時にラインアップされていないことから不問とされたが、外国人投手3人を必要とするチームの抜け道となる恐れがあるとの指摘がされた[6]。

### 例外規定
感染拡大防止特例2020（通称：特例2020）
2020年は、新型コロナウイルス感染症（COVID-19）流行の影響により定められた特別ルール「感染拡大防止特例2020」により、1軍の外国人選手枠にも特例が設けられた。
本来1軍の外国人選手枠は4人までであるが、これが5人に拡大された。ただし、1試合で同時にベンチ入りできるのは従来通り4人までで、投手4人・野手4人に偏ってのベンチ入りは不可。また、4人以上同時に登録する場合は全員を投手または全員を野手とすることができず、5人を同時に登録する場合は一旦「投手4・野手1」または「投手1・野手4」という組み合わせで登録した場合、以降は5人を同時に登録する際、同じ組み合わせでの登録しか認められない。
感染拡大防止特例2021（通称：特例2021）
「特例2020」での外国人選手に関する規定が一部改訂され、5人を同時に登録する場合に一度「投手4・野手1」「投手1・野手4」での登録を選択した後でも、投手・野手の内訳を変更できるようになった。それ以外の条件は「特例2020」と同じ。

## 外国人枠を外れる外国人選手
以下、引退選手の登録名は現役最終年度のもので表記する。

### 野球協約の規定に該当した選手
ここでいう「外国人選手」とは、日本国籍を有しない選手のことであるが、例外として、次の項目に該当する選手は外国人選手とはみなされず、日本国籍を有する選手と同等の扱いを受けることができる（野球協約第82条）。反面、選手契約に当たってはドラフト会議での指名を受ける必要がある（4.は除く）。
1. 選手契約締結以前に、日本の中学校・高等学校・短期大学（専門学校を含む）などに通算3年以上在学していた者
2. 選手契約締結以前に、日本の大学に継続して4年以上在学、あるいは全日本大学野球連盟加盟団体に4年以上在籍した者
  - 2003年度までは、1.および2.の規定は日本に5年以上居住することも条件とされていた。
3. 選手契約締結以前に、日本に5年以上居住したうえで、日本野球連盟所属チームに通算3年以上在籍した者
4. 選手契約締結後、日本プロ野球でフリーエージェント（FA）の資格を得た者（ただし適用はFA資格取得の翌年から。行使の有無に関わらず適用される）
5. 1.および2.の項目で必要年数に達しなかった選手で、プロ野球ドラフト会議の指名を経て選手契約を締結し、それらの学校における在学期間と日本のプロ野球の在籍年数の合計が5年以上経過した者（ただし適用は5年経過の翌年から。プロ野球での在籍年数は支配下選手登録の期間のみ対象となる）
  - 5.のみ、「この条項の適用を受ける支配下選手の承認は実行委員会で行う」との但し書きが付されている。

#### 1.に該当する選手
| 選手名       | 出身国         | 出身学校                          | 所属球団（NPB）       |
| ------------ | -------------- | --------------------------------- | --------------------- |
| ケン・ライト | オーストラリア | 岡山東商業高等学校                | 阪急                  |
| 林威助       | 台湾           | 柳川高等学校 → 近畿大学           | 阪神                  |
| ホッシャ     | ブラジル       | 日章学園高等学校                  | 中日                  |
| 陽岱鋼       | 台湾           | 福岡第一高等学校                  | 日本ハム → 巨人       |
| 李杜軒       | 台湾           | 岡山県共生高等学校                | ソフトバンク → ロッテ |
| 朱大衛       | 中国           | 中部大学第一高等学校              | 西武                  |
| 金無英       | 韓国           | 早鞆高等学校 → 福岡経済大学       | ソフトバンク → 楽天   |
| 蕭一傑       | 台湾           | 日南学園高等学校 → 奈良産業大学   | 阪神                  |
| 申成鉉       | 韓国           | 京都国際高等学校                  | 広島                  |
| ウーゴ       | ブラジル       | 佐野日本大学高等学校 → 白鷗大学   | ヤクルト → 巨人       |
| フェルナンド | ブラジル       | 桐生第一高等学校 → 白鷗大学       | 楽天                  |
| 呉念庭       | 台湾           | 岡山県共生高等学校 → 第一工業大学 | 西武                  |
| 廖任磊       | 台湾           | 岡山県共生高等学校                | 巨人 → 西武           |
| 張奕         | 台湾           | 福岡第一高等学校 → 日本経済大学   | オリックス→西武       |
| 林冠臣       | 台湾           | 日南学園高等学校 → 日本経済大学   | 西武                  |

- ホッシャは2002年のドラフト会議で指名された時点（当時の登録名は「瀬間仲ノルベルト」）では外国人枠扱いであり、2004年までの2年間プロ野球に在籍すれば5.の規定により日本人扱いとなる予定であったが、2004年2月24日のプロ野球実行委員会で1.および2.の規定から「日本居住」の条件がなくなり、ホッシャにも遡って適用されたため外国人枠から外れている。
  - なお、同じ2002年のドラフト会議で指名された片山文男（日章学園高等学校→ヤクルト）と櫻井嘉実（砺波工業高等学校→中日）もブラジル出身だが、いずれも指名時点で日本国籍を取得していた。

#### 2.に該当する選手
| 選手名                     | 出身国   | 出身大学       | 所属球団           |
| -------------------------- | -------- | -------------- | ------------------ |
| 大豊泰昭                   | 台湾     | 名古屋商科大学 | 中日 → 阪神 → 中日 |
| 大順将弘                   | 台湾     | 名古屋商科大学 | ロッテ             |
| ラファエル・フェルナンデス | ブラジル | 白鷗大学       | ヤクルト           |
| オスカル                   | ブラジル | 白鷗大学       | 広島               |

- 大豊は大学卒業後に1年間中日の球団職員として浪人することで日本居住が5年間となり、ドラフトでは2.の規定により日本人扱いとして指名された。

#### 3.に該当する選手
- 玉木重雄（ ブラジル出身、三菱自動車川崎硬式野球部 → 広島 → 楽天）※入団後の1998年に日本に帰化

#### 4.に該当する選手
| 選手名                       | 出身国                            | NPB所属球団                                                  | FA権取得年                 |
| ---------------------------- | --------------------------------- | ------------------------------------------------------------ | -------------------------- |
| 郭泰源                       | 台湾                              | 西武                                                         | 1996年                     |
| タフィ・ローズ               | アメリカ合衆国                    | 近鉄 → 巨人 → オリックス                                     | 2004年（巨人所属時）       |
| アレックス・ラミレス         | ベネズエラ                        | ヤクルト → 巨人 → DeNA                                       | 2008年（巨人所属時）       |
| アレックス・カブレラ         | ベネズエラ                        | 西武 → オリックス → ソフトバンク                             | 2009年（オリックス所属時） |
| ブライアン・シコースキー     | アメリカ合衆国                    | ロッテ → 巨人 → ヤクルト → ロッテ → 西武                     | 2010年（西武所属時）       |
| ミンチェ                     | 台湾                              | 西武 → オリックス                                            | 2011年（西武所属時）       |
| ホセ・フェルナンデス         | ドミニカ共和国                    | ロッテ → 西武 → 楽天 → オリックス → 西武 → 楽天 → オリックス | 2011年（第2次西武所属時）  |
| ランディ・メッセンジャー     | アメリカ合衆国                    | 阪神                                                         | 2018年                     |
| ウラディミール・バレンティン | オランダ（ キュラソー）           | ヤクルト → ソフトバンク                                      | 2019年（ヤクルト所属時）   |
| ダヤン・ビシエド             | キューバ（国籍は アメリカ合衆国） | 中日 → DeNA                                                  | 2023年（中日所属時）       |

- ミンチェはFA権取得後、FA権を行使して移籍。
- ジェイソン・スタンリッジとホセ・ロペスもFA権を獲得したが、その年限りで退団し、外国人枠を外れた状態ではプレーしなかった。

#### 5.に該当する選手
2025年時点で、この特例が適用された選手はいない。 
宋相勲（ 韓国出身、福井工業大学附属福井高等学校 → 中日）は日本の高校に2年在籍しており、NPBで3年プレーすればこの特例が適用される可能性があったが、2年目から育成契約となり3年目のオフに中日を退団したため外国人枠を外れた状態ではプレーしなかった。

### 日本に帰化した選手
日本に帰化することで外国人枠から外れた選手もいる。
| 選手名       | 出身     | 所属        | 帰化年                 |
| ------------ | -------- | ----------- | ---------------------- |
| 三宅宗源     | 台湾     | ロッテ→巨人 | 1981年（ロッテ所属時） |
| 郭源治       | 台湾     | 中日        | 1989年                 |
| 荘勝雄       | 台湾     | ロッテ      | 1991年                 |
| 松元ユウイチ | ブラジル | ヤクルト    | 2004年                 |

### 外国人枠導入前に入団した選手
外国人枠が創設される1951年以前に入団した選手は、外国出身であっても外国人枠には入っていない。ヴィクトル・スタルヒン（ロシア帝国出身）や与那嶺要（ アメリカ合衆国出身）などはこの規定に則って選手生活で外国人枠には一切入らなかった。

### 日本統治時代に出生した旧日本領出身選手の扱い
1962年に東映に入団した白仁天（ 韓国出身）は、朝鮮半島の日本統治時代に出生したため、入団時に外国籍であっても出生時に日本国籍を保持していた選手を外国人枠から除外する当時の野球協約に該当し、外国人枠の適用を受けなかった。
日本統治時代の台湾・朝鮮半島から入団した選手は「日本人選手」と看做される場合があるためか（関口清治、岡村俊昭、今久留主淳・今久留主功兄弟など日本から移住した家系の人物も含む）、呉昌征（ 台湾出身）、呉新亨（萩原寛、 台湾出身）、劉瀬章（ 中国出身）、朴賢明（ 北朝鮮出身）は外国人選手を特集した雑誌・書籍でも扱われないことが多い。

### 日本生まれの外国人選手の扱い
過去にドラフト外入団が認められていた頃は、前項1または2の除外規定に当てはまっても、外国人枠が空いていた場合にはドラフト外獲得した在日韓国・朝鮮人などの定住外国人選手を形式的に外国人枠で登録することがあったが（特に、純血主義を方針とした一時期の巨人や広島など）、当時は日本式の通名を使用した選手が多く、さらに自身が外国籍であることを公表していなかった選手もいたため、（特に通名使用の場合は）対外的には日本人選手と同様に扱われ、外国人枠であることが公表されない場合もあった。
また、2009年シーズン途中に横浜に入団したスティーブン・ランドルフは沖縄県出身のアメリカ人だが、幼少期に帰国しており、日本の学校に通っていないため、日本出身ながら外国人として登録された。